# シャルル・ヴェルラ
シャルル・ヴェルラ（Michel Marie Charles Verlat、1824年11月25日 - 1890年10月23日）はベルギーの画家、版画家である。

## 略歴
アントウェルペンで生まれた。アントウェルペン王立芸術学院でニケーズ・ド・ケイゼル（Nicaise de Keyser） に学んだ。1842年に動物画を描き注目された。1849年頃、パリに出てアリ・シェフェールの弟子として働いた。1855年のパリ万国博覧会に野牛を襲う虎の絵を出展して入賞し、1858年のパリのサロンで入賞した。1868年までパリで過ごし、イポリット・フランドラン、トマ・クチュール、ギュスターヴ・クールベらと交流した。フランスからレジオンドヌール勲章（シュヴァリエ）を受勲した。
ザクセン＝ヴァイマル＝アイゼナハ大公カール・アレクサンダーに招かれて、1869年にヴァイマルの美術学校の校長に任じられた。 
1875年にアントウェルペンに帰郷した後、2年間中東を旅し、多くの作品を描いた。1877年に帰国しアントウェルペン王立芸術学院の教授となり、1885年に校長となった。

## 作品

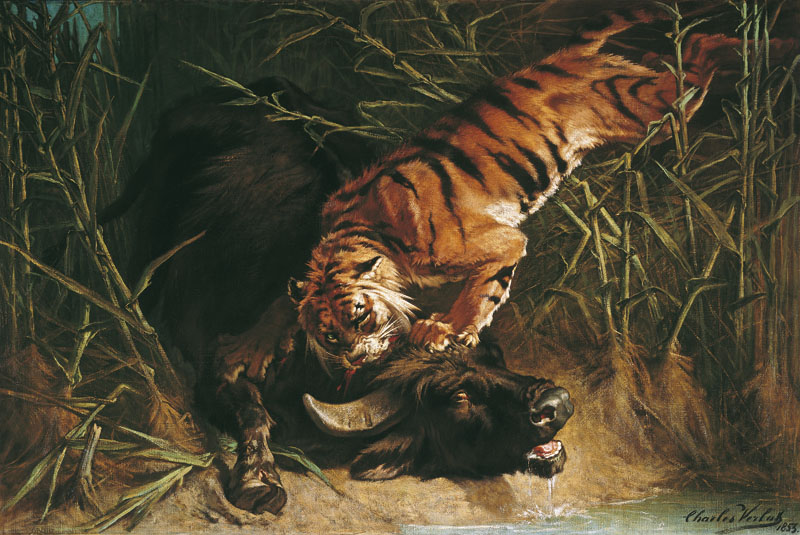
虎に襲われるバッファロー(1853)
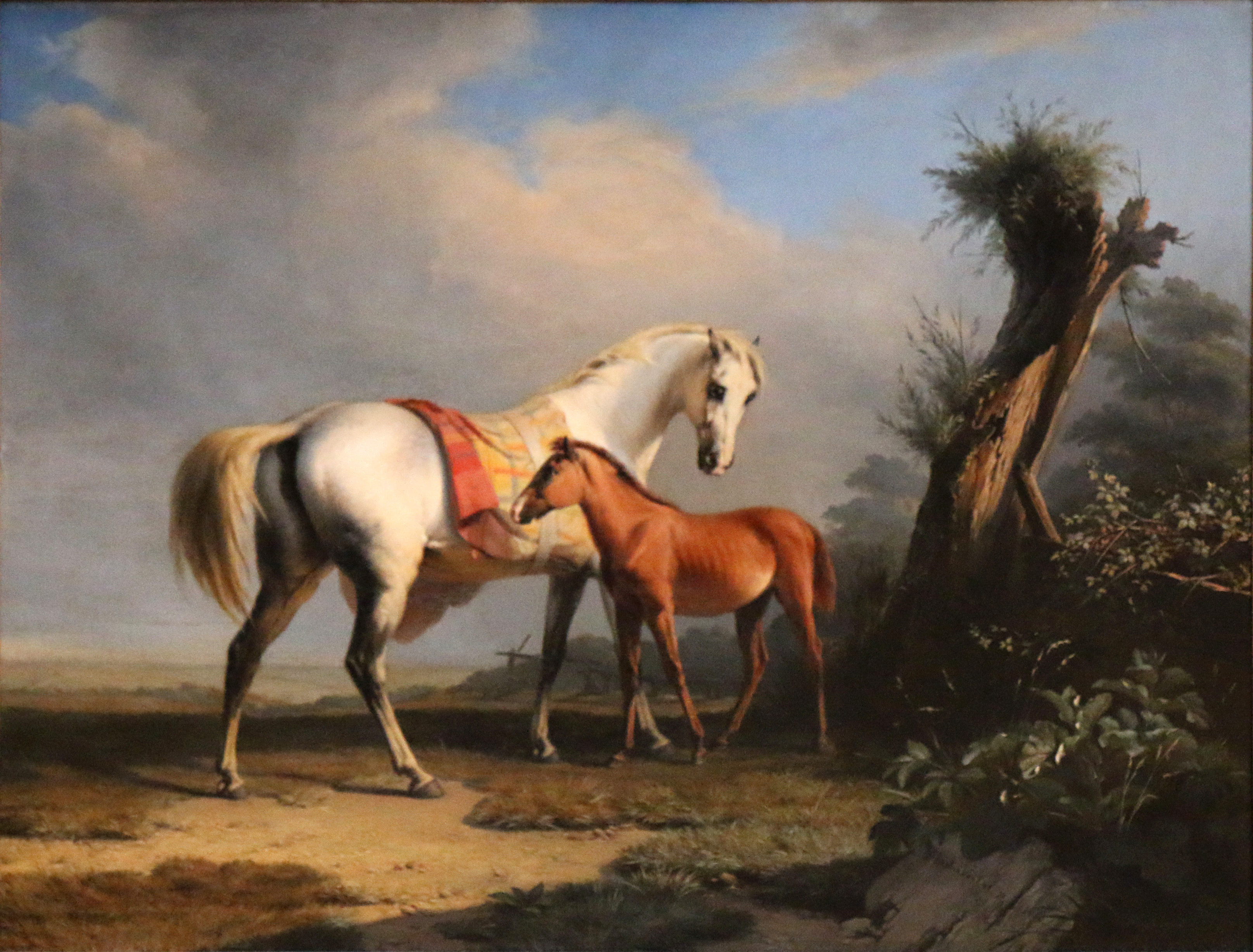
馬と子馬 (1846)
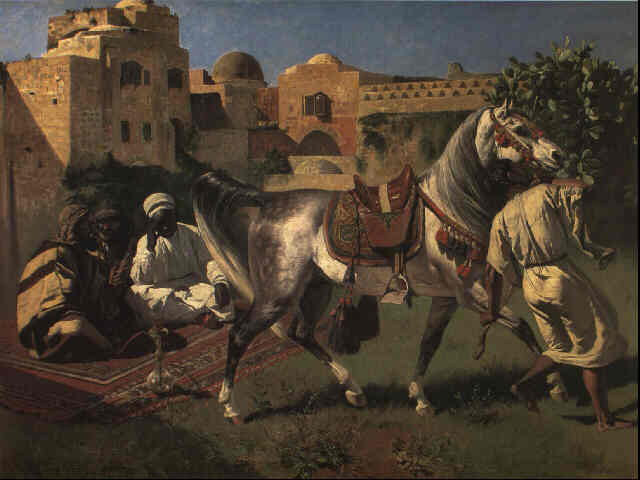
アラビアの馬

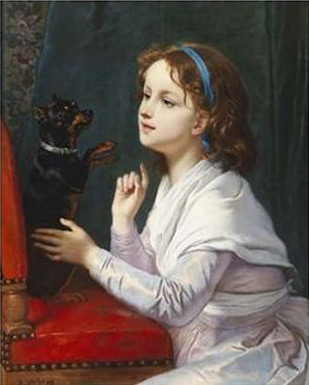
Nouveau truc (1868)
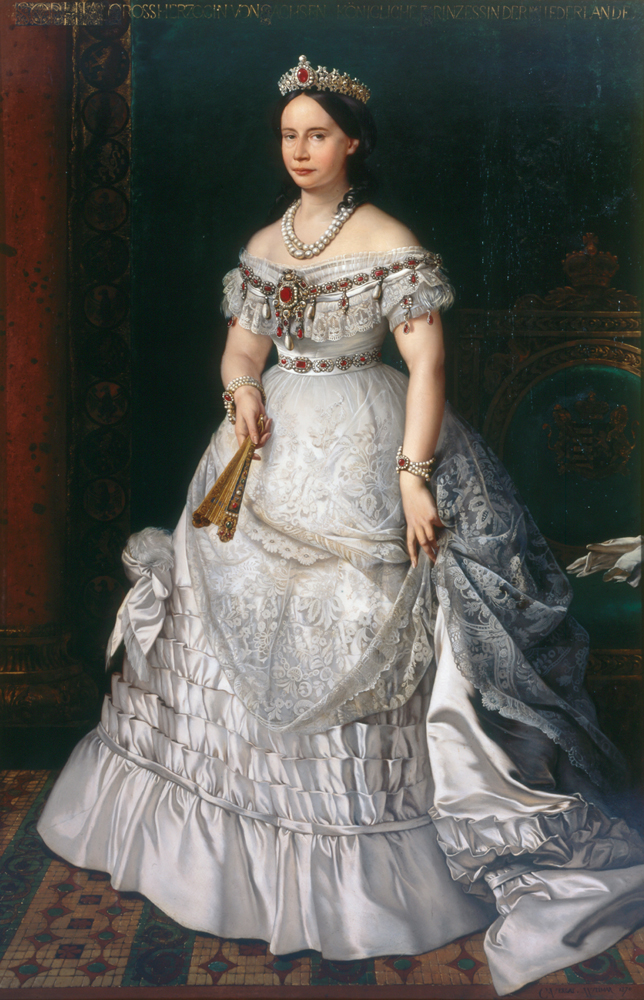
ソフィー・ファン・オラニエ＝ナッサウ(1870)
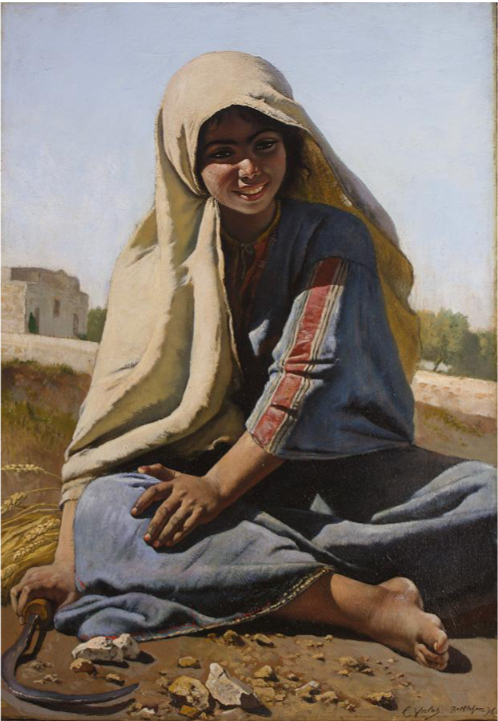
ベツレヘムの少女(1876)
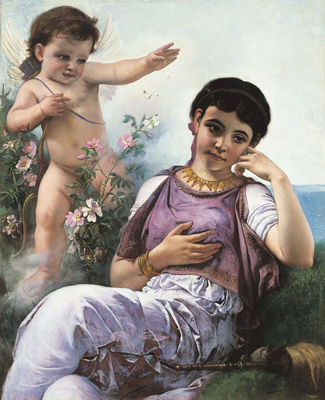
Ariane et Amour (1880)

## シャルル・ヴェルラに学んだ画家
- リュドヴィック＝ナポレオン・ルピック (1839–1889)
- ノーマン・ガースティン (1847–1926)
- トーマス・ヘルプスト (1848–1915)
- ヘイン・ケファー (1854–1922)
- エドウィン・ハリス (1855–1906)
- フランク・ブラムリー (1857–1915)
- ヤン・ヘンドリク・スヘルテマ (1861–1941)
- エドワード・ホーネル (1864–1933)